# Pedro Novaes
Pedro Pena Novaes (Rio de Janeiro, 17 de outubro de 1996) é um ator, músico e modelo brasileiro.

## Biografia
Nascido e criado no Rio de Janeiro, é filho dos atores Marcello Novaes e Letícia Spiller. Possui dois meios-irmãos, Diogo Beta Novaes e Stella Pena Loureiro.

## Carreira
Em 2008, se tornou baterista da banda Fuze, grupo que ele criou junto com seu irmão Diogo, o primo Felipe Novaes e o amigo Guilherme Fonseca. Em 2012, fez testes para integrar no elenco de Malhação: Intensa Como A Vida, chegando até a passar no teste, mas recusou o papel já que o intuito era primeiramente finalizar os estudos para depois investir na carreira artística. Em 2012, estreou como ator no cinema, interpretando Joãozinho no curta-metragem Joãozinho de Carne Osso. Em 2014, interpretou Bonitão na fase criança no longa-metragem O Casamento De Gorette. Ambos os filmes foram produzidos por sua mãe Letícia Spiller.
Em 2016, fez sua estreia na televisão participando de um capítulo da novela das seis Sol Nascente como Vittorio. Na trama, ele interpretou o personagem vivido pelo pai Marcello Novaes quando jovem em uma cena de flashback. Em 2018, a canção Corrente de sua banda entrou na trilha sonora da novela das nove O Sétimo Guardião. Em 2019, integrou o elenco de Malhação: Toda Forma de Amar interpretando o protagonista Filipe. Em 2024, interpretou o personagem Beto, interesse amoroso da protagonista Beatriz (Duda Santos) na novela das seis Garota do Momento.

## Vida pessoal
Tem ascendência matrilinear austríaca, espanhola e portuguesa.
Entre 2017 e 2019, namorou a estilista Isadora Alves. Desde 2021, namora a jornalista Eduarda Vilar. 

## Filmografia

### Televisão
| Ano  | Título                       | Papel                      | Notas                  | Ref.          |
| ---- | ---------------------------- | -------------------------- | ---------------------- | ------------- |
| 2016 | Sol Nascente                 | Vittorio de Angeli (jovem) | Participação especial  |               |
| 2019 | Malhação: Toda Forma de Amar | Filipe Pinheiro Henriques  | Protagonista           |               |
| 2020 | 220 Volts: Especial de Natal | Pedro                      | Especial de fim de ano |               |
| 2024 | Toda Família Tem             | Cleidlson Junior           | Elenco principal       | [ 23 ] [ 24 ] |
| 2024 | Garota do Momento            | Roberto Sobral (Beto)      | Protagonista           | [ 25 ]        |
| 2025 | Três Graças                  | Léo Ferretti               | Coadjuvante            |               |

### Cinema
| Ano  | Título                  | Papel                 | Notas            |
| ---- | ----------------------- | --------------------- | ---------------- |
| 2012 | Joãozinho de Carne Osso | Joãozinho             | Curta-metragem   |
| 2013 | Aurélia                 | Matheus (criança)     | Curta-metragem   |
| 2014 | O Casamento de Gorete   | Bonitão (jovem)       | Participação     |
| 2022 | Procura-se              | Marcus Cassani        | Elenco principal |
| 2024 | Fazendo Meu Filme       | Rafael Montana (Rafa) | Elenco principal |
| TBA  | A Cerca                 | Carlo Salvini (jovem) |                  |
| TBA  | Querido mundo           | Gilberto (jovem)      |                  |

## Discografia

### Com Banda Fuze

#### Extended plays (EPs)
| Álbum         | Detalhes                                                                                              | Ref.   |
| ------------- | --- | ------ |
| Auto Reflexo  | - Lançamento: 2 de abril de 2019 - Formatos: Download digital, streaming - Gravadora: Independente    | [ 26 ] |
| Foi Tudo Aqui | - Lançamento: 20 de outubro de 2023 - Formatos: Download digital, streaming - Gravadora: Independente | [ 27 ] |

#### Singles
| Ano  | Título                  | Ref.                        |
| ---- | ----------------------- | --------------------------- |
| 2017 | "Corrente"              |                             |
| 2018 | "Mar de Flores"         | [ 28 ]                      |
| 2019 | "Tão Bom"               | [ 29 ] [ 30 ]               |
| 2020 | "Sonho"                 | [ 31 ]                      |
| 2020 | "Deixa Durar"           | [ 32 ]                      |
| 2021 | "Quem Me Dera"          | [ 33 ] [ 34 ]               |
| 2021 | "Seja Leve"             | [ 35 ] [ 36 ]               |
| 2022 | "A Mesma Coisa"         | [ 37 ] [ 38 ]               |
| 2023 | "Bora Se Perder"        | [ 39 ] [ 40 ]               |
| 2023 | "Mundo Insano"          | [ 41 ] [ 42 ] [ 43 ] [ 44 ] |
| 2023 | "Última Dança"          | [ 45 ] [ 46 ] [ 47 ]        |
| 2024 | "Vendo o Mundo do Topo" | [ 48 ] [ 49 ] [ 50 ] [ 51 ] |

## Prêmios e indicações
| Ano  | Prêmio                  | Categoria                                 | Indicação                    | Resultado |
| ---- | ----------------------- | ----------------------------------------- | ---------------------------- | --------- |
| 2019 | Meus Prêmios Nick       | Artista de TV Masculino                   | Malhação: Toda Forma de Amar | Indicado  |
| 2019 | Prêmio F5               | Melhor Atriz/Ator Revelação               | Malhação: Toda Forma de Amar | Indicado  |
| 2019 | Prêmio Contigo! Online  | Melhor Par Romântico (com Alanis Guillen) | Malhação: Toda Forma de Amar | Indicado  |
| 2025 | Prêmio iBest            | Protagonista Influenciador                | Garota do Momento            | Pendente  |
| 2025 | SEC Awards              | Melhor Ator em Novela                     | Garota do Momento            | Pendente  |
| 2025 | Prêmio Jovem Brasileiro | Melhor Ator                               | Garota do Momento            | Pendente  |